# Salal
Salal è un comune del Ciad situato nel dipartimento di Barh El Gazel Settentrionale, provincia di Barh El Gazel. 
È il capoluogo del dipartimento.